# Vild och galen i Beverly Hills
Vild och galen i Beverly Hills (engelska: Beverly Hills Ninja) är en amerikansk actionkomedifilm från 1997 i regi av Dennis Dugan, med Chris Farley, Nicollette Sheridan, Robin Shou och Nathaniel Parker i rollerna.

## Handling
Det amerikanska barnet Haru (Chris Farley) trillar överbord och spolas upp på Japans kust, där tar ninjakrigare hand om honom. En dag anländer en amerikansk kvinna (Nicollette Sheridan) till Japan för att söka hjälp från en ninjamästare för att undersöka vad hennes pojkvän sysslar med. Haru färdas då till Beverly Hills där han stöter på en för honom helt okänd kultur med alla de problem det innebär.

## Rollista
| Chris Farley        | – Haru                       |
| Nicollette Sheridan | – Allison Page / Sally Jones |
| Robin Shou          | – Gobei                      |
| Nathaniel Parker    | – Martin Tanley              |
| Soon-Tek Oh         | – Sensei                     |
| Keith Cooke         | – Nobu                       |
| Chris Rock          | – Joey                       |
| François Chau       | – Izumo                      |